# Mejatto
Mejatto (marsz. mejatoto – dosłownie „opętany przez duchy” lub marsz. mejān to – dosłownie „oko przejścia”) – niewielka wyspa i miejscowość wchodząca w skład atolu Kwajalein należącego do Wysp Marshalla.